# (500388) 2012 TP84
(500388) 2012 TP84 es un asteroide perteneciente al cinturón de asteroides, descubierto el 17 de marzo de 2004 por el equipo del Spacewatch desde el Observatorio Nacional de Kitt Peak, Arizona, Estados Unidos.

## Designación y nombre
Designado provisionalmente como 2012 TP84.

## Características orbitales
2012 TP84 está situado a una distancia media del Sol de 3,148 ua, pudiendo alejarse hasta 3,272 ua y acercarse hasta 3,024 ua. Su excentricidad es 0,039 y la inclinación orbital 10,00 grados. Emplea 2040,38 días en completar una órbita alrededor del Sol.
Los próximos acercamientos a la órbita de Júpiter se producirán el 5 de febrero de 2035, el 2 de julio de 2119 y el 28 de diciembre de 2129, entre otros.

## Características físicas
La magnitud absoluta de 2012 TP84 es 16,5.